# Agnew E. Larsen

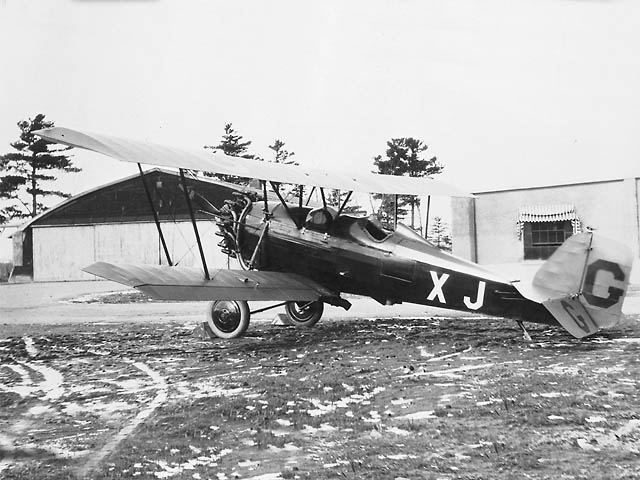
En Pitcairn PA-5 Mailwing, konstruerad av Agnew E. Larsen

Agnew Emiel Larsen, född 3 april 1897, död 17 augusti 1969 i Jenkintown i Pennsylvania i USA, var en amerikansk flygplanskonstruktör, som ritade ett antal lätta bruksflygplan och gjorde förbättringar av rotorplan.
Agnew E. Larsen arbetade på Curtiss Aeroplane and Motor Company, där han 1916 blev vän med Harold Frederick Pitcairn, som då var lärling på företaget. Han arbetade senare som konstruktör på Thomas-Morse Aircraft Company. Pitcairn anställde honom 1927 som chefskonstruktör på sitt nygrundade Pitcairn Aircraft Company.
Larsen konstruerade bland andra "Pitcairn PA-1 Fleetwing", det första av ett antal dubbeldäckare för Pitcairn Aircraft Company. År 1930 tilldelades Larsen tillsammans med Harold Pitcairn Collier Trophy för deras utvecklingsarbete av autogiror.
Han uppfann rotochute, en slags autogiro-fallskärm med uppblåsbara rotorblad